# Český Jiřetín
Český Jiřetín – miejscowość i gmina (obec) w Czechach, w kraju usteckim, w powiecie Most. W 2022 roku liczyła 105 mieszkańców.